# تیا لافوند
لیا لافوند (انگلیسی: Thea LaFond؛ زادهٔ ۵ آوریل ۱۹۹۴) ورزشکار زن پرش سه‌گام اهل دومینیکا است.
وی در مسابقات کشوری و بین‌المللی در مجموع برندهٔ ۱ مدال طلا، ۱ مدال نقره، ۲ مدال برنز شده است.